# Enallagma cyathigerum
Enallagma cyathigerum es una especie de insecto odonato zigóptero (lo que hoy en día suele llamarse caballitos del diablo) de la familia Coenagrionidae. Puede alcanzar una longitud de 32 a 35 mm. Es común en toda Europa; se puede encontrar hasta el centro de Asia.

## Identificación
El caballito del diablo azul puede ser fácilmente confundida con el caballito del diablo azure (Coenagrion puella), pero en la espalda y el tórax, el caballito del diablo azul tiene más azul que negro, en el caballito del diablo azure ocurre lo contrario.
Otra diferencia se puede observar al inspeccionar el lado del tórax. el caballito del diablo azul solo tiene una pequeña franja negra allí, mientras que todos los otros caballitos del diablo azul tienen dos.
Durante el apareamiento, el macho de la hembra cierra por su cuello mientras ella inclina su cuerpo en torno a sus órganos reproductivos - esto es llamado rueda de apareamiento. La pareja de caballitos juntos sobre el agua colocan los huevos en una planta adecuada, justo debajo de la superficie.
Los huevos eclosionan y las larvas, llamadas ninfas, viven en el agua y se alimentan de pequeños animales acuáticos.